# 2. zongoraverseny (Beethoven)
Ludwig van Beethoven  No. 2. B-dúr zongoraversenye az 1794–1795 években komponált opus 19.  számot viselő mű.

## Keletkezése-története
Beethoven ezt a  zongoraversenyét 1794. és 1795. között írta. A mű bemutatója Bécsben volt a Burgtheaterben 1795. március 29-én, a zongoraszólót maga Beethoven játszotta. 

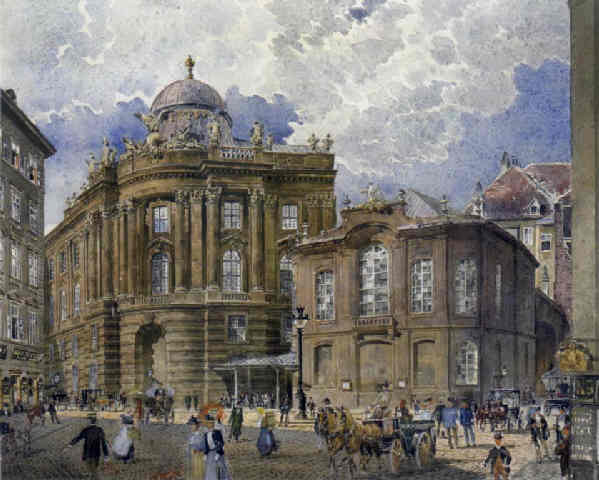
A régi Burgtheater a Michaelerplatzon. a mű bemutatójának helyszíne

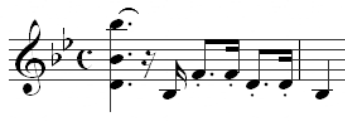
Az első tétel nyitó témája

Az op.19., B-dúr versenymű No 2. zongoraversenyként vonult be köztudatba, Beethoven saját kijelentése szerint 1794.- 1795. években írta, tehát valójában ez lenne első publikált zongoraversenye. Néhány évvel korábban Bonnban Beethoven próbálkozott már a zongoraverseny műfajával, ezen sohasem publikált Esz-dúr versenyműnek csak a zongoraszólama maradt ránk ( No. 0. zongoraverseny).

## Hangszerelés
A mű zongorára, fuvolára, 2 oboára, 2 fagottra, 2 kürtre és vonósokra íródott a partitúra szerint.

## Tételei
I. Allegro con brio
II. Adagio
III. Rondo. Molto allegro

## Szerkezete, jellemzői
A kompozíció több szállal kötődik a korabeli bécsi zongoraversenyek átlagához, formálásában alapvetően a mozarti stílust követi, azonban egy drámailag érzékeny és kontrasztokat is megjelenítő mű, mely előrevetít bizonyos mozzanatokat a későbbi művek sajátosan beethoveni stíluselemeiből.

### I. Allegro con brio
Az első tétel diadalittas zenekari megnyitóval indul, markáns, telten hangzó főtémát mutat be, egy erőteljes B-dúr hangzatot követően. A téma két fő részből épül fel: egy pontozott ritmusú akkordikusan felrakott tézisből, és egy az első hegedűkön lágyan ívelő antitézisből. E két elemből könnyen adódik a motivisztikus építkezés, melyet a Haydn–féle zeneszerzés-leckéiben tanulhatott meg Beethoven 1793-ban. Jóval később mint a mű bemutatója, ehhez a tételhez Beethoven írt egy meglehetősen nehéz kadenciát, mely eléggé eltér az eredeti műtől. Úgy érezte, hogy ez a főtéma elég jól használható, ezért számtalan variációját megjelenítette a kadencia. A tételt 1787. és 1789. között írta Beethoven Bonnban.

### II. Adagio
A lassú tétel zenekari bevezetővel indul, a zongora csak később szólal meg, fantáziaszerűen oldott gazdagon ékesített szólammal. A tételben a melléktéma E-dúr hangnemű. Ezt a tételt is 1787. és 1789. között írta Beethoven Bonnban.

### III. Rondo—Molto allegro
A finálé rondó zenéjének stílusa a közismert „lovagló-zene”, melyhez hasonlót a Hegedűverseny zárótételében ír majd Beethoven. Korai korszakának játékossága jelenik itt meg. Egy 6/8-os melódia tér vissza játékosan a rondóban. Ezt a Haydn hatásait is mutató tételt 1795-ben Bécsben, a bemutató előtt írta a szerző.

## Külső hivatkozások
- Archivum Beethoven Haus Bonn

## Fordítás
Ez a szócikk részben vagy egészben a Piano Concerto No. 2 (Beethoven) című angol Wikipédia-szócikk ezen változatának fordításán alapul.  Az eredeti cikk szerkesztőit annak laptörténete sorolja fel. Ez a jelzés csupán a megfogalmazás eredetét és a szerzői jogokat jelzi, nem szolgál a cikkben szereplő információk forrásmegjelöléseként.

### Lemezek
- Martha Argerich, London Sinfonietta (Milánó, 1980)
- Martha Argerich, Claudio Abbado, Mahler Kamarazenekar (DG, Ferrara, 2001)
- Alfred Brendel, James Levine, Chicagói Szimfonikus Zenekar (Philips, Chicago, 1983)
- Maurizio Pollini, Claudio Abbado, Berlini Filharmonikus Zenekar (DG, Berlin, 1992)
- Jasminka Stancul, Alexander Rahbari, Szlovák Rádió Új Filharmonikus Zenekara, Discover International, Pozsony, 1993)
- Krystian Zimerman, Bécsi Filharmonikusok, (Bécs, 1993)
- Wilhelm Kempff, Paul van Kempen, Berlini Filharmonikus Zenekar, DGG LPE17083
- Andras Schiff, Bernard Haitink, Staatskapelle Dresden, CD
- Rudolf Serkin, Ferruccio Scaglia, Római Rádió Szimfonikus Zenekara, ,1958
- Artur Schnabel, Wilhelm Sargent, Londoni Filharmonikus Zenekar, , His Master's Voice, DB 2573/4/5/6